# Laodike (Gattin des Achaios)
Laodike (altgriechisch Λαοδίκη Laodíkē) war eine Tochter des Mithridates II. von Pontos und der Laodike, der Tochter des Antiochos II.
Sie wurde von Logbasis, einem Gastfreund des Antiochos Hierax, in Selge in Pisidien liebevoll erzogen. Um 220 v. Chr. heiratete sie den Vizekönig von Kleinasien, Achaios. Als dieser gegen den seleukidischen König Antiochos III. revoltierte, war ihr der Schutz der Burg von Sardes anvertraut; nach dem Sturz und Tod ihres Gatten ergab sie sich 213 v. Chr. wegen Meinungsverschiedenheiten unter ihren Truppen. Ihr späteres Schicksal ist unbekannt.